# Henning Berg
Henning Stille Berg (født 1. september 1969 i Eidsvoll, Norge) er en tidligere norsk fodboldspiller. Han spillede både som central back eller højre back. Han er i øjeblikket træner for Videoton FC
Han er den ene af kun 5 spillere, der har vundet FA Premier League med to forskellige klubber (de andre er Nicolas Anelka, James Milner, Ashley Cole og N'Golo Kanté).